# Galeosoma coronatum
Galeosoma coronatum là một loài nhện trong họ Idiopidae.
Loài này thuộc chi Galeosoma. Galeosoma coronatum được J. Hewitt miêu tả năm 1915.